# Relaciones Mauricio-Venezuela
Las relaciones Mauricio-Venezuela se refieren a las relaciones internacionales que existen entre Mauricio y Venezuela.

## Historia
En mayo de 2019, durante la toma de posesión del presidente de Sudáfrica Cyril Ramaphosa, el ministro de educación de Venezuela, Aristóbulo Istúriz, sostuvo una reunión con el presidente de Mauricio, Barlen Vyapoory.

## Misiones diplomáticas
- Venezuela cuenta con una embajada concurrente en Pretoria, Sudáfrica.[2]